# Resolutie 2054 Veiligheidsraad Verenigde Naties
Resolutie 2054 van de Veiligheidsraad van de Verenigde Naties werd op 29 juni 2012 door de VN-Veiligheidsraad met unanimiteit van stemmen.
De resolutie stond vier rechters van het Rwandatribunaal toe langer dan hun ambtstermijn aan te blijven teneinde het werk af te ronden.

## Achtergrond
Toen Rwanda een Belgische kolonie was, werd de Tutsi-minderheid in het land verheven tot een elitie die de grote Hutu-minderheid wreed onderdrukte. Na de onafhankelijkheid werden de Tutsi verdreven en namen de Hutu de macht over. Het conflict bleef aanslepen, en in 1990 vielen Tutsi-milities verenigd als het FPR Rwanda binnen. Met westerse steun werden zij echter verdreven.
In Rwanda zelf werd de Hutu-bevolking opgehitst tegen de Tutsi. Dat leidde begin 1994 tot de Rwandese genocide. De UNAMIR-vredesmacht van de Verenigde Naties kon vanwege een te krap mandaat niet ingrijpen. Later dat jaar werd het Rwandatribunaal opgericht om de daders te vervolgen.

## Inhoud
Eind 2010 was het Internationaal Residumechanisme voor Straftribunalen opgericht dat vanaf 2015 de taken van het Rwandatribunaal moest overnemen. Eén permanente rechter werd overgeplaatst naar het hof van beroep. Vijf ad litem-rechters verlieten het tribunaal voor 30 juni 2012, na afloop van hun zaken. De voorzitter en aanklager van het tribunaal hadden hun bezorgdheid medegedeeld over het tekort aan personeel om het werk tegen eind 2014 af te ronden. Er waren ook problemen met de verplaatsing van vrijgesprokenen en veroordeelden die hun straf hadden uitgezeten.
De rechters William Sekule, Solomy Balungi Bossa en Mparany Rajohnson mochten ondanks de afloop van hun ambtstermijn op 30 juni 2012 aanblijven tot 31 december 2012 of de afloop van de zaak-Ngirabatware. Ook de ambtstermijn van de Deense rechter en voorzitter van het tribunaal Vagn Joensen werd bij wijze van uitzondering verlengd tot 31 december 2014.
Nog werd op landen waar zich voortvluchtigen zouden bevinden aangedrongen alle mogelijke medewerking te verlenen teneinde ze te arresteren.

## Verwante resoluties
- Resolutie 2029 Veiligheidsraad Verenigde Naties (2011)
- Resolutie 2038 Veiligheidsraad Verenigde Naties
- Resolutie 2080 Veiligheidsraad Verenigde Naties
- Resolutie 2150 Veiligheidsraad Verenigde Naties (2014)

Lijst ·  2033 ·  2034 ·  2035 ·  2036 ·  2037 ·  2038 ·  2039 ·  2040 ·  2041 ·  2042 ·  2043 ·  2044 ·  2045 ·  2046 ·  2047 ·  2048 ·  2049 ·  2050 ·  2051 ·  2052 ·  2053 ·  2054 ·  2055 ·  2056 ·  2057 ·  2058 ·  2059 ·  2060 ·  2061 ·  2062 ·  2063 ·  2064 ·  2065 ·  2066 ·  2067 ·  2068 ·  2069 ·  2070 ·  2071 ·  2072 ·  2073 ·  2074 ·  2075 ·  2076 ·  2077 ·  2078 ·  2079 ·  2080 ·  2081 ·  2082 ·  2083 ·  2084 ·  2085